# Maringá Futebol Clube
Il Maringá Futebol Clube, noto in passato come Grêmio Metropolitano Maringá è una società calcistica brasiliana con sede nella città di Maringá.

## Storia
Il Maringá Futebol Clube è stato fondato nel 2010 a partire da una società già esistente ma attiva solo a livello giovanile, la Sociedade Esportiva Alvorada Clube. Alcuni dirigenti hanno deciso di fondare una nuova squadra professionistica utilizzando l'iscrizione dell'Alvorada scegliendo la denominazione Grêmio Metropolitano Maringá. Fin dalla sua fondazione il club è stato coinvolto da una causa con un altro club della città, il Grêmio de Esportes Maringá, che lo ha accusato di utilizzare un nome improprio.
Nell'anno di fondazione il club ha subito vinto il Campeonato Paranaense Terceira Divisão, grazie al primo posto nella fase a gironi ed alla vittoria in finale contro l'Agex/Iguaçu nella fase ad eliminazione diretta. Nel 2011, alla sua prima stagione in Segunda Divisão, ha raggiunto le semifinali della fase finale perdendo però contro il Toledo EC. Dopo una stagione poco proficua conclusa al sesto posto, nel 2013 il club è stato ribattezzato Metropolitano Maringá ed ha adottato una zebra come mascotte. Al termine della stagione ha ottenuto la promozione in prima divisione grazie alla vittoria in finale contro il Prudentópolis EC.
In vista della prima stagione nel Campionato Paranaense de Ouro ha cambiato nuovamente denominazione diventando Maringá Futebol Clube nel tentativo di avvicinarsi maggiormente ai tifosi. Al suo primo tentativo il club ha sfiorato la vittoria del titolo perdendo in finale ai rigori contro il Londrina per 4-3, ma si è garantito comunque l'accesso alla Série D 2014 ed alla Coppa del Brasile 2015. Alla sua prima partecipazione nella quarta divisione nazionale non ha superato la prima fase a gironi classificandosi al 25º posto nella classifica aggregata.
Nel 2015 è stato eliminato ai quarti di finale dal Londrina nel campionato statale, ma ha conquistato la sua prima Taça FPF qualificandosi per la Série D 2016. In Coppa del Brasile, alla sua prima partecipazione, ha sconfitto il Madureira nel primo turno prima di venire eliminato per mano del Santos al termine di una doppia sfida molto combattuta.
Nel 2016 la società è stata vittima di conflitti interni e discontinuità della rosa che hanno portato all'ultimo posto in classifica con conseguente retrocessione in Segunda Divisão, oltre al 40º posto in Série D dopo l'eliminazione nella prima fase. L'anno seguente ha trionfato sia in seconda divisione sia in Taça FPF facendo ritorno in Prima Divisão e qualificandosi per la Série D 2018.
Nel 2018 è stato eliminato in semifinale del campionato statale contro l'Athl. Paranaense, ma è riuscito a garantirsi un posto per la Série D 2019. Nella quarta divisione nazionale ha superato per la prima volta la prima fase, perdendo però al turno successivo contro il Caxias.
Retrocesso nel 2019 e promosso l'anno successivo, nel 2021 ha disputato una stagione anonima concludendo all'ottavo posto. Nel 2022 è andato nuovamente ad un passo dalla vittoria del titolo statale raggiungendo la finale contro il Coritiba che ha però avuto la meglio nella doppia sfida. Nel 2023 ha ottenuto il suo miglior risultato in Coppa del Brasile raggiungendo gli ottavi di finale contro il Flamengo dove dopo una sorprendente vittoria per 2-0 all'andata, ha perso per 8-2 il match di ritorno venendo eliminato. Nel 2024 raggiunge (e perde) per la prima volta nella sua storia la finale del Campionato Paranaense.

## Palmarès

### Competizioni statali
- Campeonato Paranaense Terceira Divisão: 1

2010
- Campeonato Paranaense Segunda Divisão: 2

2013, 2017
- Taça FPF: 2

2015, 2017

## Statistiche e record

### Partecipazione ai campionati

#### Campionati nazionali
| Livello | Categoria | Partecipazioni | Debutto | Ultima stagione | Totale |
| ------- | --------- | -------------- | ------- | --------------- | ------ |
| 4º      | Série D   | 4              | 2014    | 2023            | 4      |

#### Campionati statali
| Livello | Categoria                              | Partecipazioni | Debutto | Ultima stagione | Totale |
| ------- | -------------------------------------- | -------------- | ------- | --------------- | ------ |
| 1º      | Campionato Paranaense Primeira Divisão | 8              | 2014    | 2023            | 8      |
| 2º      | Campionato Paranaense Segunda Divisão  | 5              | 2011    | 2020            | 5      |
| 3º      | Campionato Paranaense Terceira Divisão | 1              | 2010    | 2010            | 1      |

### Partecipazione alle coppe
| Competizione      | Partecipazioni | Debutto | Ultima stagione | Totale |
| ----------------- | -------------- | ------- | --------------- | ------ |
| Coppa del Brasile | 2              | 2015    | 2023            | 2      |
| Taça FPF          | 2              | 2015    | 2017            | 2      |